# Criegern (Adelsgeschlecht)

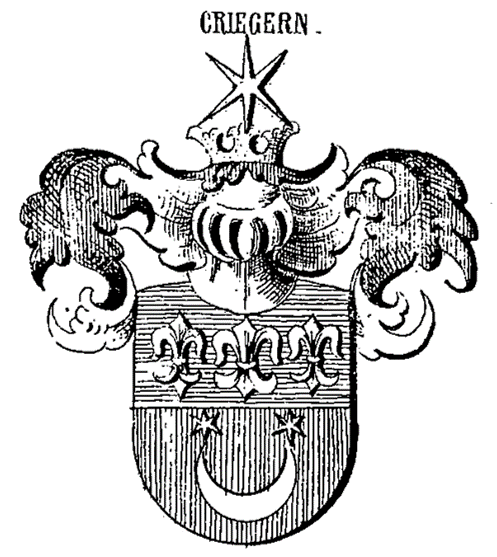
Wappen derer von Criegern in Siebmachers Wappenbuch

Criegern ist ein polnisch-sächsisches Adelsgeschlecht. Der königlich-polnische und kurfürstlich-sächsische General Joachim Friedrich Criegern und dessen jüngerer Bruder Dietrich Joachim Criegern erhielten während des Reichsvikariats am 1. Juli 1711 ein Adelserneuerungsdiplom.

## Wappen
Geteilt von Blau und Rot. Oben nebeneinander drei silberne Lilien, unten ein silberner Mond, die aufstehenden Hörner mit silbernen Sternen besteckt.

## Besitzungen
- Thumitz

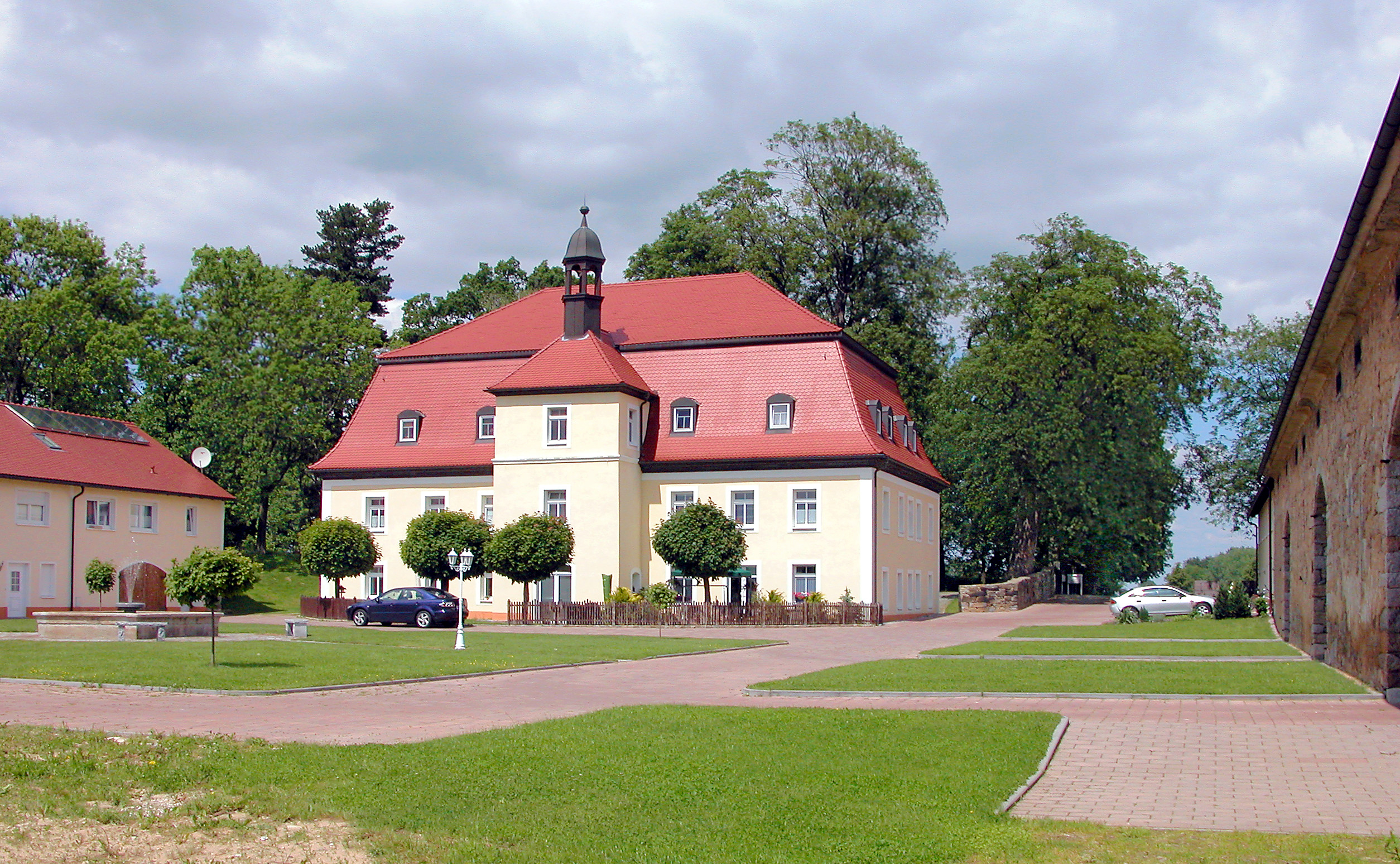
Rittergut Thumitz, Barockschloss. 2006

- Obere Rittergut Spremberg,[1] Gemarkung in Neusalza-Spremberg

## Persönlichkeiten
- Friedrich Joachim von Criegern (1683–1737), sächsischer Generalmajor[2]
- Friedrich Christian von Criegern (1764–1831), sächsischer Oberbergamts-Regierungsrat,[3][4] Majoratsherr
- Friedrich Constanz von Criegern (1834–1895), sächsischer Ministerialbeamter und Übersetzer
- Friedrich Theodor von Criegern (1801–1870), sächsischer Jurist und Politiker
- Paul von Criegern (1850–1930), sächsischer Generalleutnant
- Georg von Criegern (1852–1941), sächsischer Generalleutnant
- Arndt von Criegern (1857–1940), sächsischer Generalmajor
- Dietrich von Criegern (1886–1952), deutscher Generalleutnant
- Axel von Criegern (* 1939), deutscher Kunsthistoriker, Maler und Kunstdidaktiker
- Friederike von Criegern (* 1976), deutsche literarische Übersetzerin und Dozentin